# Bogudarz
Bogudarz, Bogodarz – staropolskie imię żeńskie, złożone z członu Bogu-, Bogo- ("Bóg", "Boga", ale pierwotnie "los, dola, szczęście") i -darz ("szczęść, błogosław"). Imię to prawdopodobnie wiązało się z życzeniem, żeby los zawsze błogosławił osobie nim obdarzonej.